# مركز طوكيو تاتسومي الدولي للسباحة

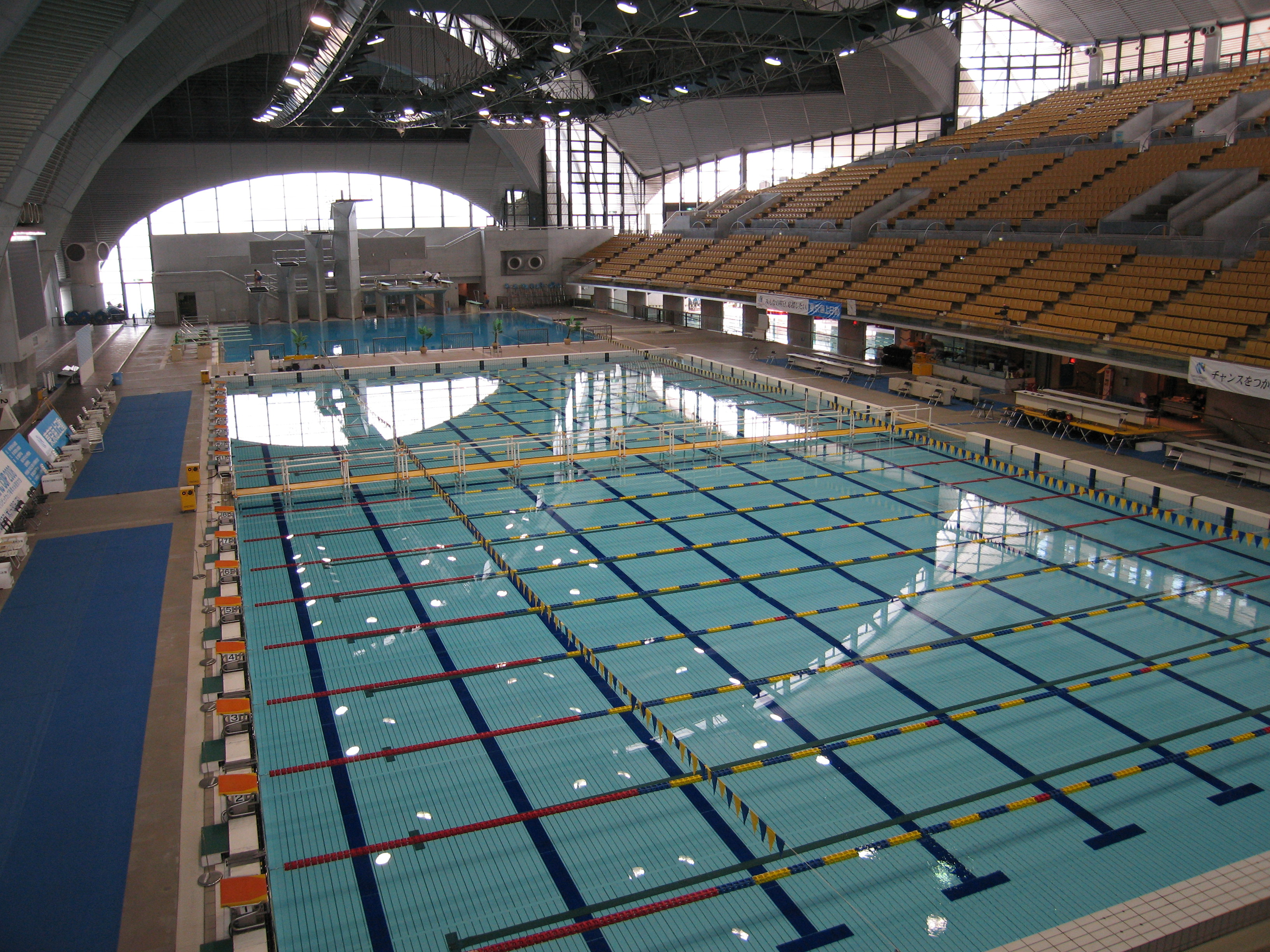
البركة الرئيسية

مركز طوكيو تاتسومي الدولي للسباحة (東京辰巳国際水泳場 Tōkyō Tatsumi Kokusai Suieijō) ، مركز سباحة في منطقة كوتو أحد احياء مدينة طوكيو، اليابان . القاعة استضافت العديد من البطولات اليابانية .

## التاريخ
تم تصميم مجمع السباحة من قبل معهد تصميم البيئة ، وهي شركة هندسة معمارية في طوكيو. تم تكليفه من قبل مكتب الميناء والمرفأ ، وهي وحدة تابعة لحكومة طوكيو الحضرية. تم بناء المبنى إلى حد كبير من الخرسانة المسلحة بالفولاذ باستثناء السقف ، وهو عبارة عن هيكل دعامات الفضاء للأنابيب الفولاذية. كان التصميم الإنشائي لشركة Kozo Keikaku Engineering. تم الانتهاء من المجمع بشكل كبير في مارس 1993.
سيتم استخدامه في دورة الألعاب الأولمبية الصيفية 2020 في منافسات كرة الماء .

## الأرقام القياسية تحطمت في القاعة

### دورة طويلة
- 200 م صدر 2:07.51 كوسوكي كيتاجيما ؛ 8 يونيو 2008 [3]
- 200 م صدر 2:06.67 Ippei Watanabe ؛ 29 يناير 2017.[4]

### دورات قصيرة
- 200 م فراشة 2:03.12 Yūko Nakanishi ؛ 23 فبراير 2008 [5]

## روابط خارجية
- الموقع الرسمي